# Nicolas Jackson
Nicolas Jackson (* 20. Juni 2001 in Banjul, Gambia) ist ein senegalesischer Fußballspieler. Der Stürmer steht beim FC Chelsea unter Vertrag und ist seit 2022 Nationalspieler.

## Karriere

### Verein
Jackson spielte in den Jugendmannschaften von Casa Sports im Senegal, bis er 2019 nach Spanien zum FC Villarreal wechselte. Dort wurde er zunächst in der zweiten Mannschaft eingesetzt. Im Oktober 2020 wurde Jackson bis zum Saisonende an den Zweitligisten CD Mirandés ausgeliehen.
Zur Saison 2021/22 kehrte er zu Villarreal zurück. Am 3. Oktober 2021 bestritt er beim 2:0 gegen Betis Sevilla sein erstes Spiel in der Primera División, als er für Arnaut Groeneveld eingewechselt wurde.
Im Sommer 2023 wechselte er nach England zum FC Chelsea.

### Nationalmannschaft
Im September 2022 wurde Jackson erstmals in den Kader der senegalesischen Nationalmannschaft berufen. Anlässlich der Weltmeisterschaft 2022 in Katar nominierte ihn Nationaltrainer Aliou Cissé für das senegalesische Aufgebot. Jackson kam im ersten Gruppenspiel bei der 0:2-Niederlage gegen die Niederlande zu seinem einzigen Einsatz, als er in der 73. Spielminute für Krépin Diatta eingewechselt wurde.

## Titel und Auszeichnungen
- Spieler des Monats der Primera División: Mai 2023

FC Chelsea
- FIFA-Klub-Weltmeister: 2025
- Conference-League-Sieger: 2025